# Theuville (Dolina Oise)
Theuville – miejscowość i gmina we Francji, w regionie Île-de-France, w departamencie Dolina Oise.
Według danych na rok 2010 gminę zamieszkiwało 28 osób, a gęstość zaludnienia wynosiła 5,6 osoby/km².